# Bb Auto

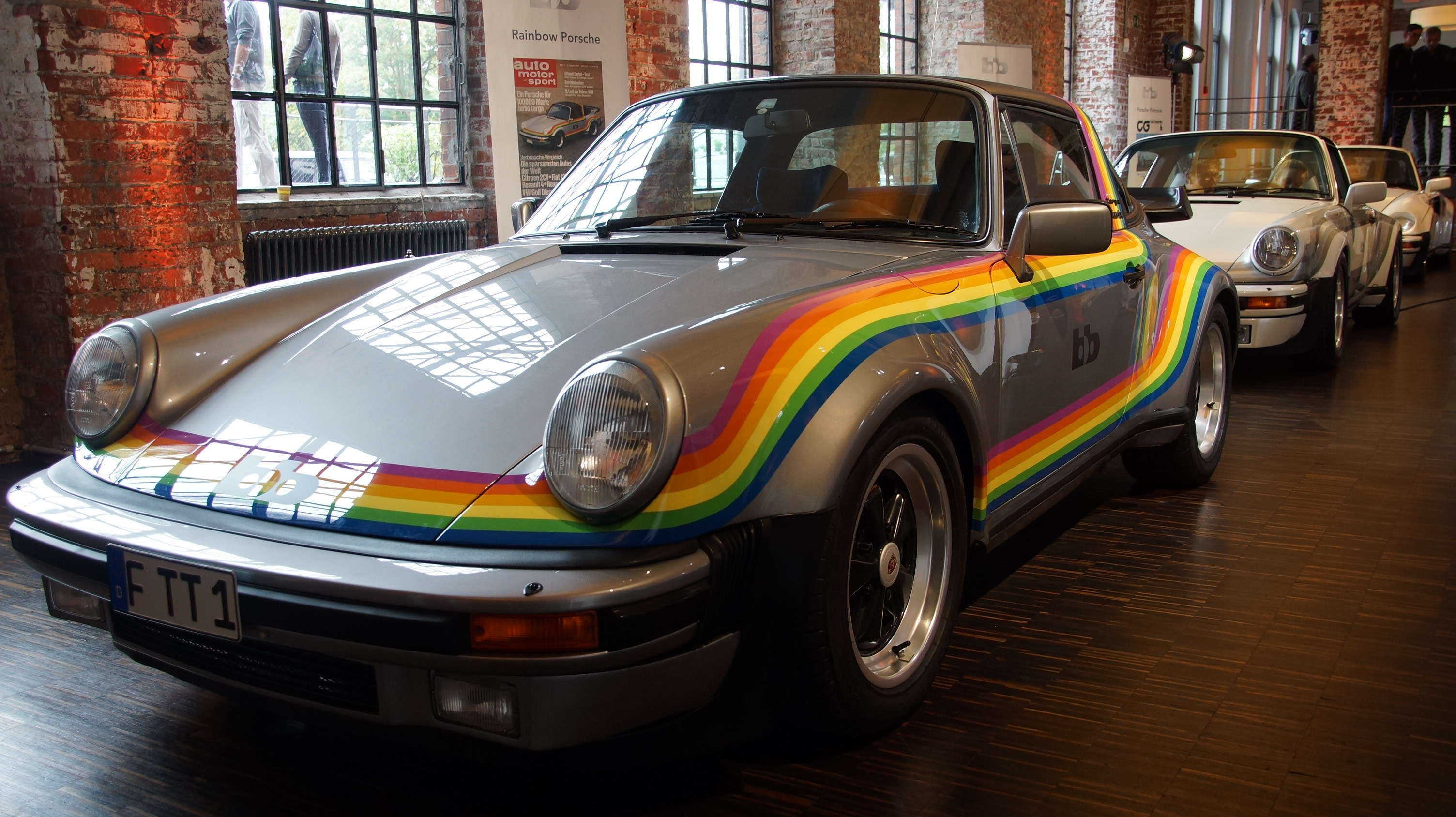
bb Rainbow Porsche Turbo Targa

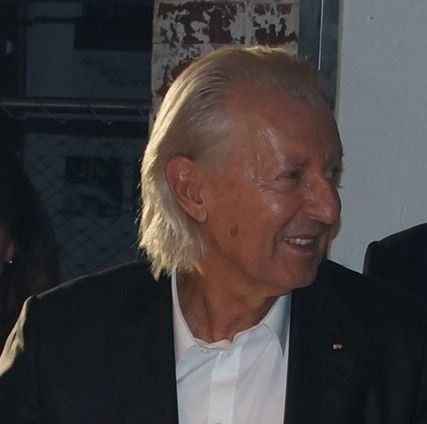
Rainer Buchmann, 2014

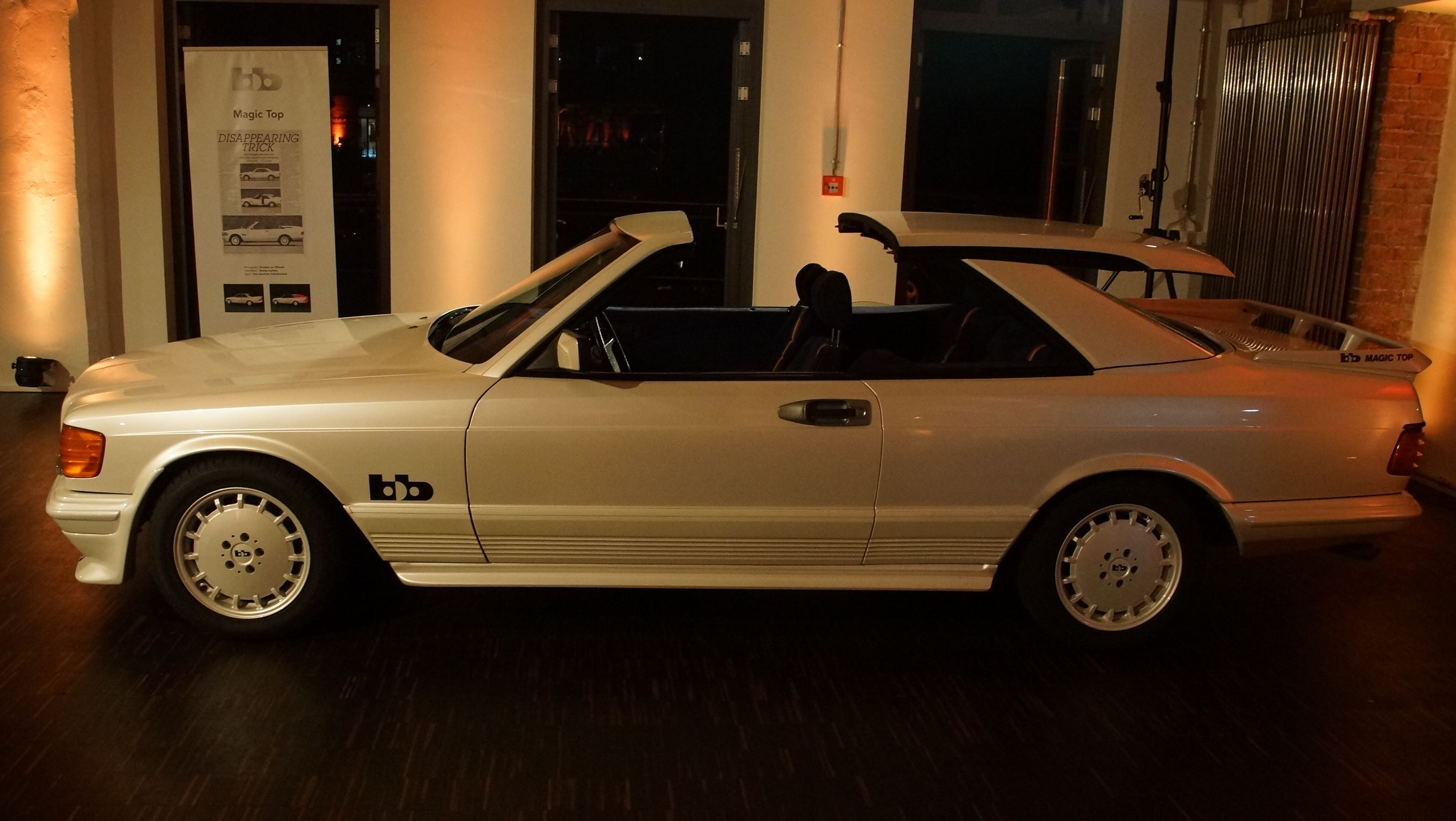
bb Magic Top Mercedes-Benz

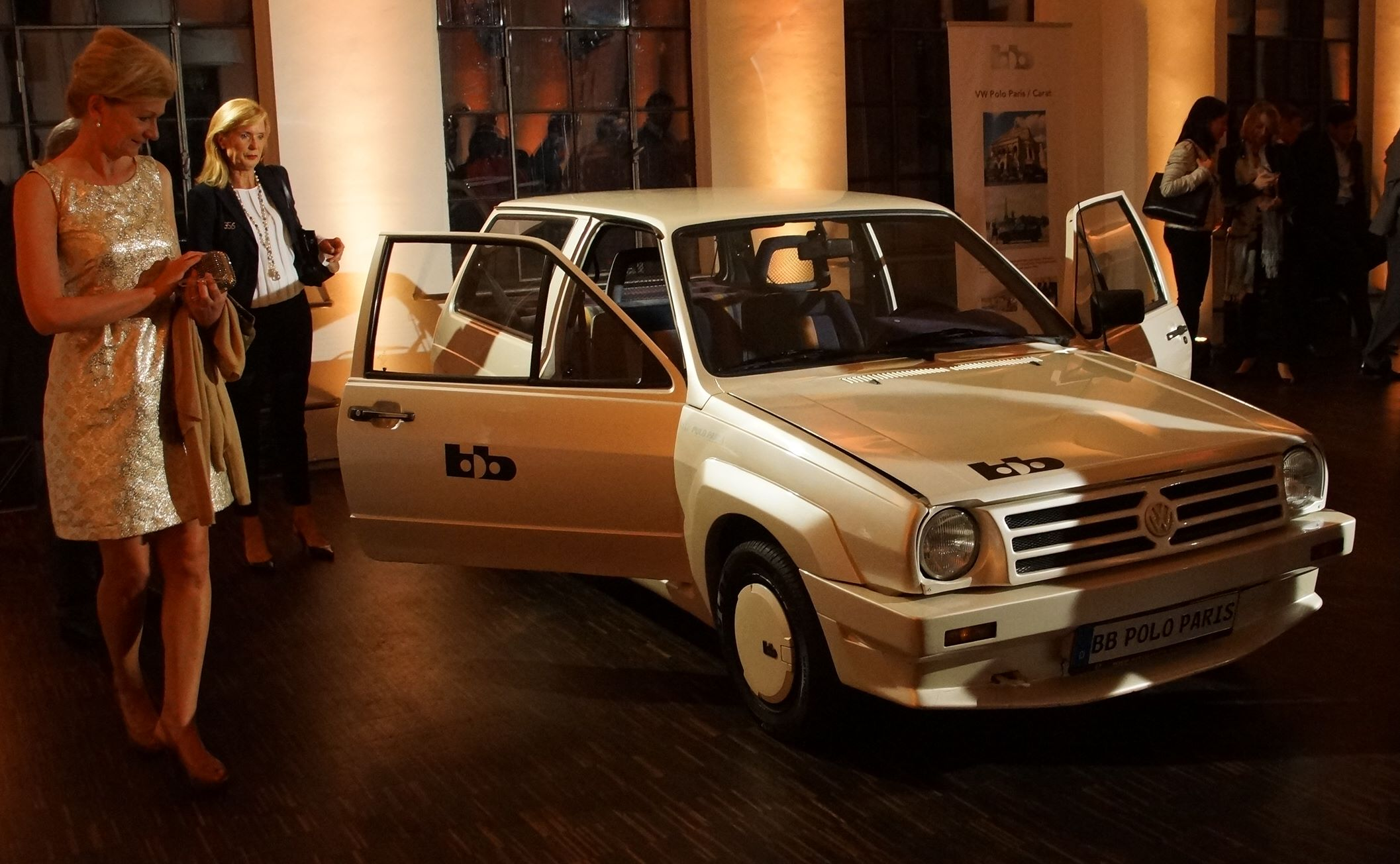
bb VW Polo Paris

Die bb GmbH & Co Auto KG war ein in Frankfurt am Main ansässiger Tuner von Automobilen. Über den Tuningbereich hinaus stellte das Unternehmen auch mindestens ein eigenständiges Fahrzeug her. In einzelnen Publikationen wird der Betrieb verkürzt als bb, b+b, B+B oder Buchmann geführt. bb überarbeitete in den 1970er- und 1980er-Jahren überwiegend Modelle von Porsche, Mercedes-Benz und Volkswagen. Der Schwerpunkt lag auf dem Karosserietuning. Die Autos von bb waren meist Einzelstücke, deren konkrete Gestaltung sich an den Kundenwünschen orientierte. In den 1970er- und 1980er-Jahren wurde bb mit spektakulären Serienfahrzeugen berühmt, „die ihrer Zeit weit voraus waren“. Das Unternehmen konnte sich aber nicht dauerhaft am Markt halten. 1986 wurde es infolge einer Insolvenz aufgelöst. 28 Jahre später – im Jahr 2014 – begann Unternehmensgründer Rainer Buchmann, die Marke bb erneut zu etablieren.

## Unternehmensgeschichte
bb wurde 1973 als bb Auto Exklusiv Service KG gegründet und von Rainer Buchmann vertreten, der in einigen Publikationen als ehemaliger Maschinenbau-, Betriebswirtschafts- und Psychologiestudent beschrieben wird.

### Exklusive Umbauten
Seit 1973 modifizierte bb auf Kundenwunsch Porsche-Modelle. Anfänglich beschränkte sich das Unternehmen darauf, die Innenausstattung der Wagen individuell aufzuwerten und besondere Lackierungen anzubieten. Zum Angebot gehörten unter anderem Lederausstattungen; einzelne Exemplare sollen auch mit vergoldeten Armaturenbrettern versehen worden sein. 1976 baute bb in einen Porsche 911 die komplette Porsche 930 („911 Turbo“) Antriebstechnik ein und verstärkte die Targakarosserie mit jeweils einer Stahltraverse unter dem Armaturenbrett und im Bereich des hinteren Fahrgastraumes. Es handelte sich nicht, wie in vielen Publikationen beschrieben, um einen Umbau des Coupés in einen Targa. Solch ein Umbau wäre technisch nicht möglich gewesen, da es sich bei Targa und Coupé um unterschiedliche Karosserien handelt, die man nicht auf die jeweils andere Bauform umrüsten kann. bb lackierte das umgebaute Fahrzeug in den Regenbogenfarben des Sofortbildkamera-Herstellers Polaroid. Polaroid stellte das als „Rainbow-Porsche“ bekannt gewordene Auto auf der Photokina 1976 auf seinem Stand aus.

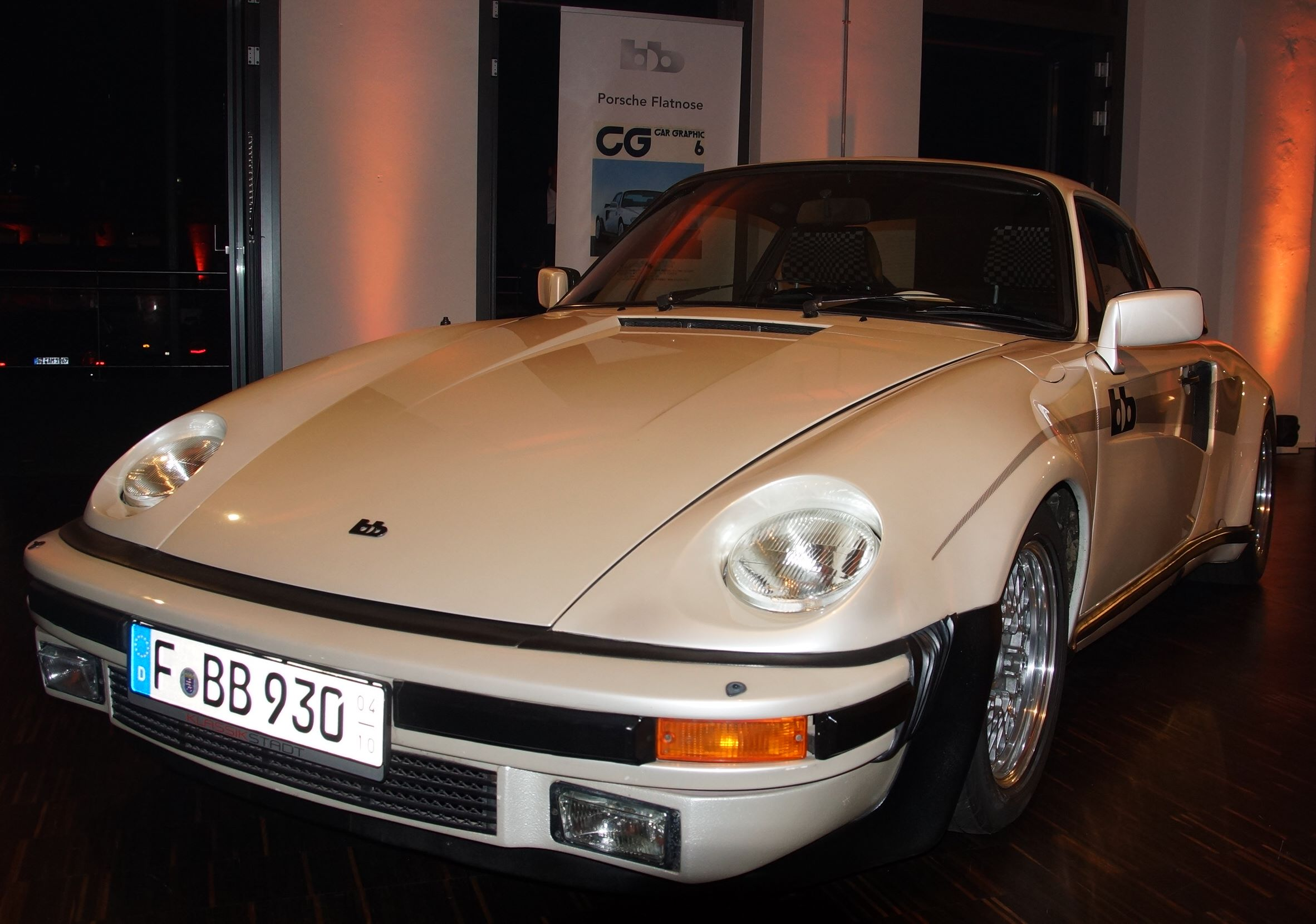
bb Flatnose Porsche

Ab 1976 erweiterte bb das Angebot auf Karosseriemodifikationen. Die Umbauten erfolgten jeweils in Handarbeit; ein bei bb angestellter Spengler fertigte die Blechteile einzeln an. Zu den Spezialitäten des Unternehmens gehörte die Synthese verschiedener Porsche-Karosseriekonzepte in einem einzigen Modell. Bekannt wurde insbesondere ein Flatnose Porsche genannter Sportwagen, der technisch auf dem Porsche 930 („911 Turbo“) aufbaute, aber mit einem an den Porsche 928 angelehnten flachen Vorderwagen versehen war und die Dachpartie des 911 Targa (einschließlich der hinteren Panoramascheibe) hatte. Dieses Modell erschien erstmals 1977 und wurde in den folgenden Jahren in größerer Stückzahl gefertigt. Daneben entstanden Cabriolet- und Targa-Versionen des Porsche 928.
Buchmann befasste sich auch mit Produkten von VW. Hier wurden insbesondere VW-Polo- und Golf-Modelle modifiziert, wobei die Änderungen die Karosserie und die Innenausstattung betrafen.
1979 arbeiteten 16 Mitarbeiter im Unternehmen.
Mit Beginn der 1980er-Jahre nahm bb auch Aufträge für die Umgestaltung von Mercedes-Benz-Fahrzeugen an. Hierzu gehörten unter anderem Cabrioletversionen für die Coupés der seinerzeitigen S-Klasse, wobei zehn Wagen auch mit beweglichem Metalldach („Magic Top“) hergestellt wurden. Besonders auffällig war ein rot lackierter Mercedes-Benz 600 Pullman, der mit freistehenden Kotflügeln im Stil der 1930er-Jahre umgebaut wurde. bb verlängerte hierfür den Radstand um 70 cm und vergrößerte die Spurweite um 30 cm. Auftraggeber des Einzelstücks war der saudi-arabische König Chalid ibn Abd al-Aziz.
Zu Beginn der 1980er-Jahre erfolgte eine Umfirmierung. Die Firmenbezeichnung lautete nun bb GmbH & Co Auto KG.

### Kraftfahrzeugproduktion
Auch im Bereich der Produktion eigenständiger Fahrzeuge war das Unternehmen aktiv. Eine Quelle bezeichnet es als Manufacturer of sports cars and tuning, also Sportwagenhersteller und Tuningunternehmen. 1978 stellte Buchmann den ehemaligen Porsche-Mitarbeiter Eberhard Schulz ein. Auf Basis der Vorarbeiten von Schulz wurde der „Traumwagen“ CW 311 gebaut. Andere Quellen bestätigen die Produktion dieses Autos durch bb Buchmann. Es war damals einer der windschnittigsten und schnellsten Sportwagen der Welt mit einer Höchstgeschwindigkeit von über 300 km/h.

### Technische Innovationen
Buchmann unterhielt seit den späten 1970er-Jahren ein eigenes Entwicklungszentrum, in dem – für die Branche unüblich – einige technischen Innovationen konzipiert wurden. Hierzu gehörte Autoelektronik im weiteren Sinne wie eine mit Infrarotsender zu bedienende Zentralverriegelung, Abstandswarner für das Einparken und digitale Armaturenbretter. Das 1979 auf der Internationalen Automobilausstellung vorgestellte digitale Fahrerinformationssystem „Dinfos“ war in drei Bereiche gegliedert und zeigte in der Mitte die wichtigsten Daten wie Geschwindigkeit und Kilometerstand an, während Nebenwerte im Normalfall in den beiden seitlichen Bereichen angezeigt wurden, solange nicht ein gefahrenträchtiger Störfall, wie Öldruckverlust oder Glatteisgefahr vorübergehend im Haupttableau visualisiert wurden. Lange vor der Serieneinführung von Metalliclacken lackierte Buchmann bereits 1978 zehn VW Golf mit von Merck für ihn entwickelten Iriodin-Perlglanz-Lacken. 1980 stellte Buchmann das Sicherheitsmotorrad „futuro“ vor. Neben einer aerodynamischen Vollverkleidung hatte der Prototyp ein für die damalige Zeit innovatives Sicherheitsfahrwerk. 1983 meldete Buchmann ein Multifunktionslenkrad und ein sprechendes Cockpit zum Patent an.

### Medienberichterstattung
Die Entwicklungen von bb wurden von der Presse mit Interesse aufgenommen. Im Frühjahr 1977 erschien mit dem Rainbow Porsche erstmals ein Auto von bb auf der Titelseite von auto motor und sport. Das gleiche Magazin, aber auch Road & Track aus den USA zeigten den CW 311 auf der Titelseite. Playboy, Der Spiegel, Stern, sport auto und die Zeitschrift hobby widmeten den bb-Produkten mehrseitige Beiträge.
Geschickte Aktionen, wie eine gemeinsam mit der Zeitschrift Vogue durchgeführte Fahrt für Journalisten von Frankfurt nach Paris, sicherten bb eine hohe Medienpräsenz.

### Insolvenz 1986
Mitte der 1980er-Jahre gingen die Umsätze bei Buchmann ebenso zurück wie in der gesamten Tuning-Branche. Der Kursverfall des US-Dollars betraf sowohl die US-amerikanische Kundschaft als auch die Kunden aus dem Nahen Osten. Im Frühjahr 1986 ging bb in Konkurs. Kurz zuvor war der Fahrzeugvertrieb noch auf Japan ausgeweitet worden. In Spitzenzeiten hatte Buchmann über 40 Mitarbeiter beschäftigt. Nach dem Konkurs seines Unternehmens war Rainer Buchmann lange als Unternehmensberater tätig.

### Neubeginn 2014

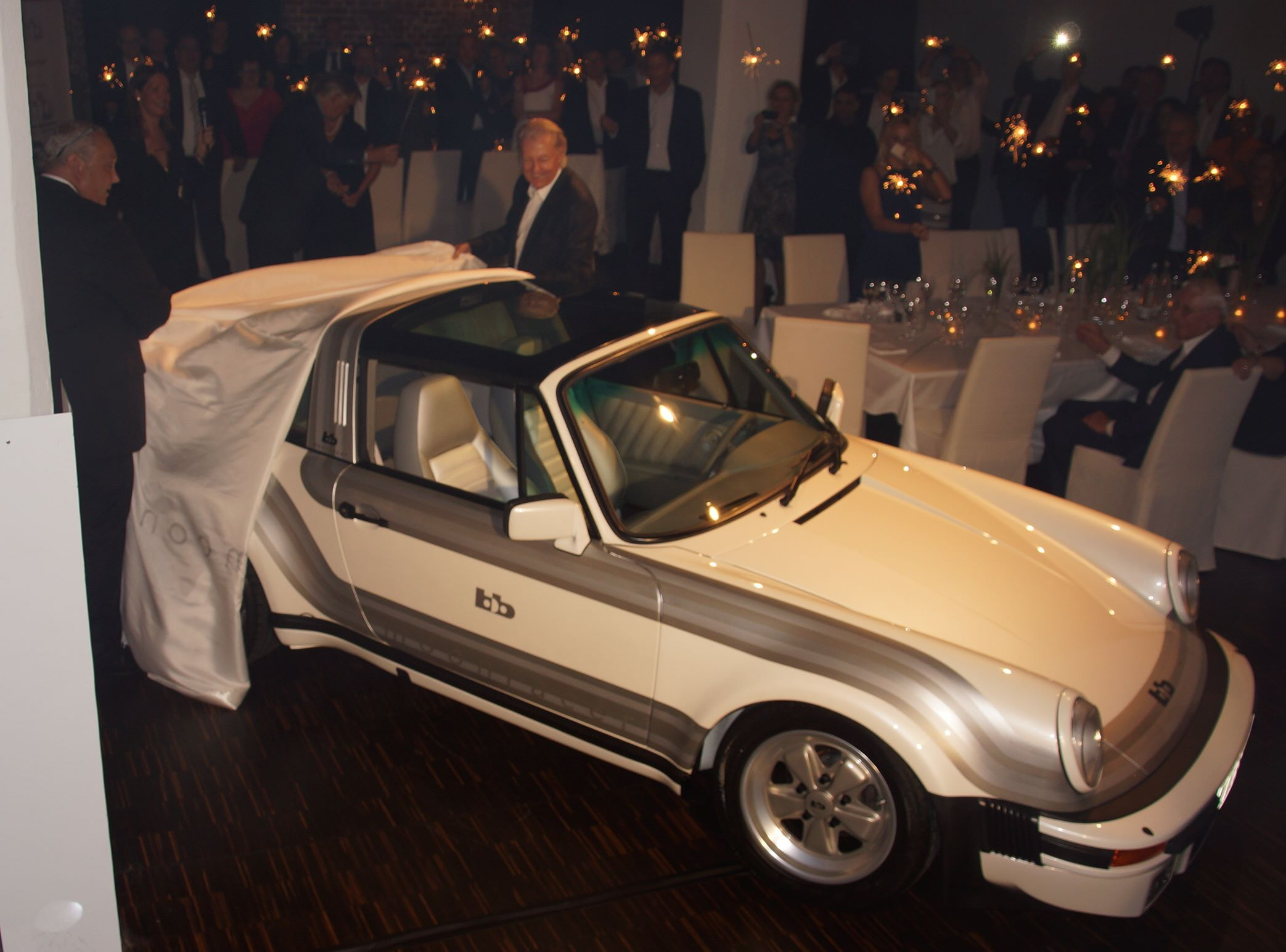
Rainer Buchmann bei der Enthüllung des bb Moonracer Porsche

Im September 2014 startete Rainer Buchmann in Frankfurt am Main ein Comeback in der Autobranche. Buchmann präsentierte den „bb Moonracer“, eine Neuinterpretation des Regenbogen-turbo-targa von 1976 auf Basis eines 1980er Porsche Targa. Die Leistung des luftgekühlten Sechszylinder-Boxer-Turbomotors wurde auf 330 PS (243 kW) gesteigert. Ein Tabletcomputer in der Mittelkonsole und ein herausnehmbares Glasdach gehören zur Ausstattung des Fahrzeugs.

## Patente
- Elektrische Steuervorrichtung für Fahrzeuge. EP 0153434 A1.

## Film und Fernsehen
Sowohl der bb Turbo Targa als auch der CW 311 hatten einen Auftritt im Film Car-napping – bestellt – geklaut – geliefert aus dem Jahr 1980.

## Teilnahmen an Automobilausstellungen
bb war wiederholt auf renommierten Automobilausstellungen mit einem Stand vertreten, darunter auf den nachfolgenden Veranstaltungen:
- Internationale Automobil-Ausstellung in Frankfurt 1979[19][7]
- Genfer Auto-Salon 1984[11]
- Internationale Automobil-Ausstellung in Frankfurt 1985[20]
- Genfer Auto-Salon 1986[21]